# Microrregión de Colorado del Oeste
La Microrregión de Colorado do Oeste es una de las ocho microrregiones del estado de Rondonia, en Brasil. Forma parte de la Mesorregión del Este Rondoniense. Está formada por cinco municipios.
Localizada en el extremo sur del estado, el área ha sufrido numerosos conflictos por la propiedad de las tierras, que, en la década de 1990, causaron una masacre en Corumbiara.

## Municipios
- Cabixi
- Cerejeiras
- Colorado del Oeste
- Corumbiara
- Pimenteiras del Oeste

- Datos: Q2466338